# Segariu
Segariu ist eine italienische Gemeinde (comune) mit 1099 Einwohnern (Stand 31. Dezember 2023) in der Provinz Medio Campidano auf Sardinien. Die Gemeinde liegt etwa 24 Kilometer nordöstlich von Villacidro und etwa Kilometer von Sanluri vom Flumini Mannu.

## Verkehr
Durch die Gemeinde Strada Statale 293 di Giba von Sanluri nach Giba.